# Maria Maddalena de' Medici
Maria Maddalena de' Medici (Firenze, 29 giugno 1600 – Firenze, 28 dicembre 1633) era l'ottava figlia di Ferdinando I de' Medici e Cristina di Lorena, sorella quindi di Cosimo II.

## Biografia

### Giovinezza
Nata deforme o forse con ritardo dello sviluppo cognitivo, fu battezzata solo quando aveva 9 anni. Il 24 maggio 1621 entrò nel Convento della Crocetta, sebbene non prese mai i voti monastici.
Avendo grande difficoltà a salire le scale, la sua residenza venne dotata, dall'architetto Giulio Parigi di una serie di passaggi sopraelevati attraverso i quali essa poteva spostarsi senza incontrare gradini sul suo tragitto e, soprattutto, senza bisogno di scendere per strada dove avrebbe attratto gli sguardi dei curiosi.
Oggi restano quindi quattro archi sopraelevati di passaggio, uno verso lo Spedale degli Innocenti, uno sopra via della Pergola, uno su via Laura (per raggiungere un altro monastero) e uno che entrava nella basilica della Santissima Annunziata, da dove la sventurata assisteva alla messa attraverso una grata nella navata sinistra, posta dietro a un piccolo vano al termine del passaggio.
Nel palazzo corrispondeva a questi passaggi un lungo corridoio sopraelevato, chiamato corridoio mediceo, che ricorda il Vasariano e che Maddalena usava per spostarsi al coperto rimanendo al livello del primo piano.

### Morte e sepoltura
Morì e venne sepolta nello stesso convento della Crocetta.
Nel 1857, durante una prima ricognizione delle salme dei Medici, così venne ritrovato il suo corpo: 

## I passaggi di Maddalena

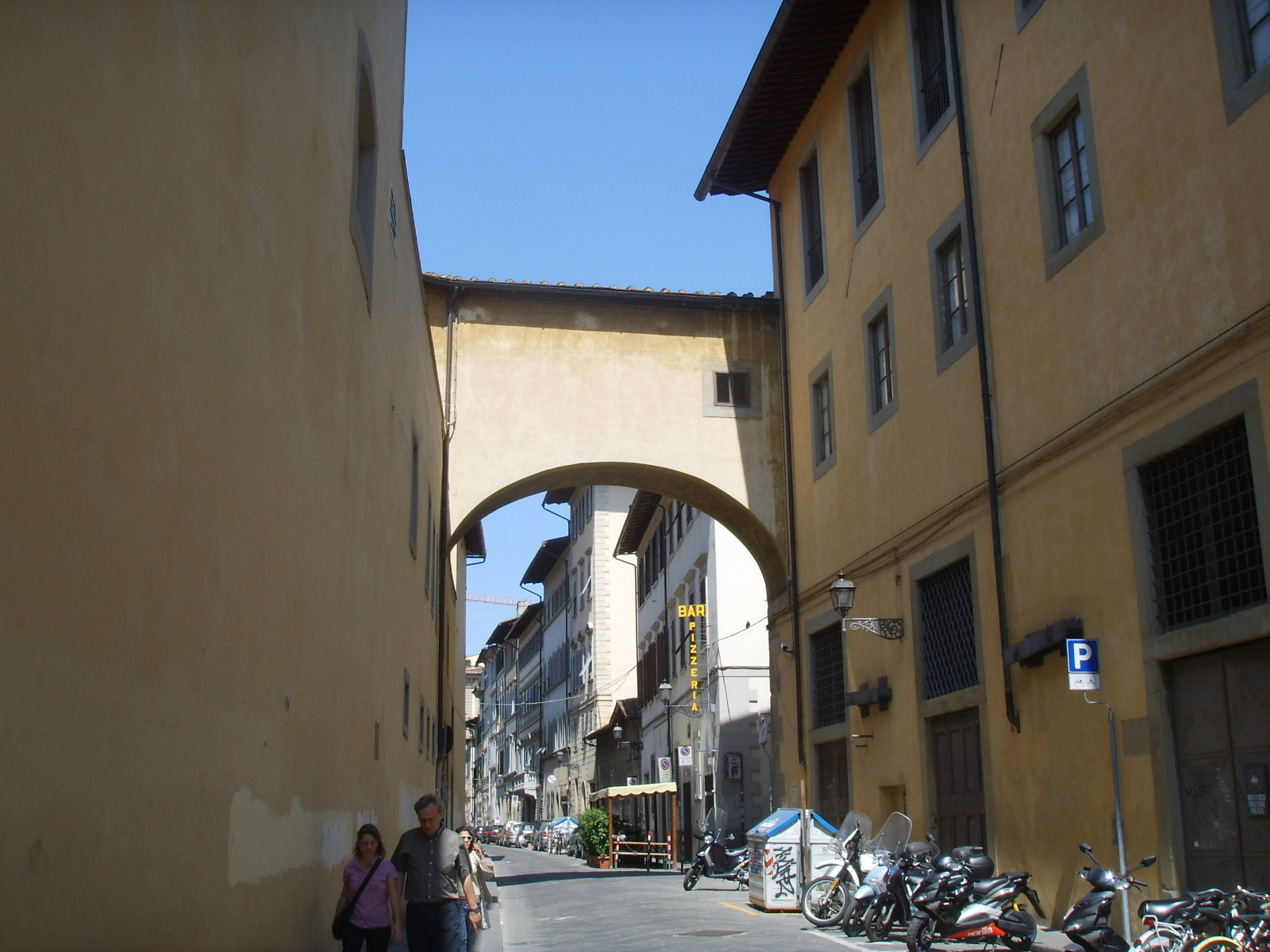
Passaggio su via Gino Capponi per raggiungere la Santissima Annunziata
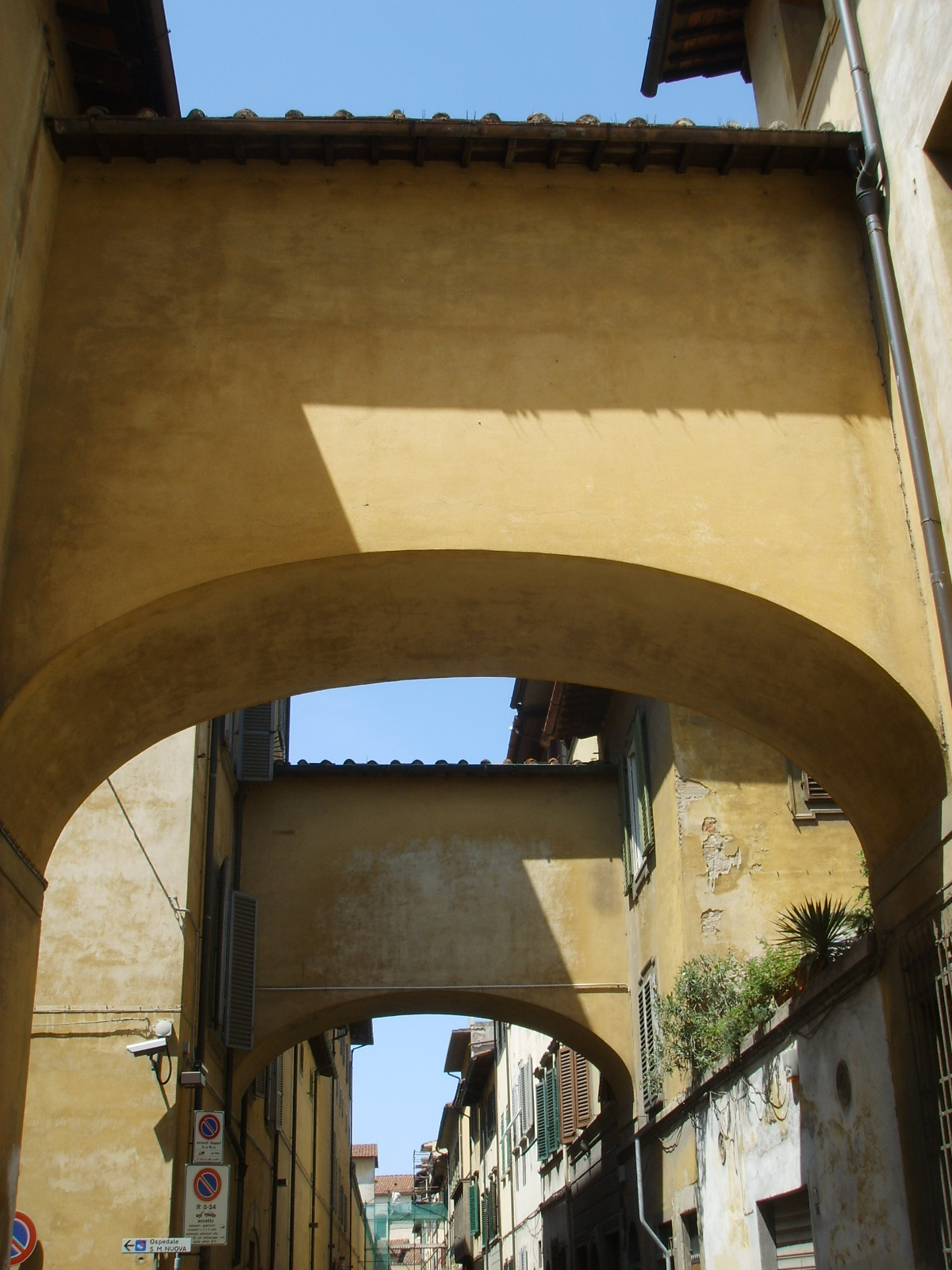
Passaggi su via Laura
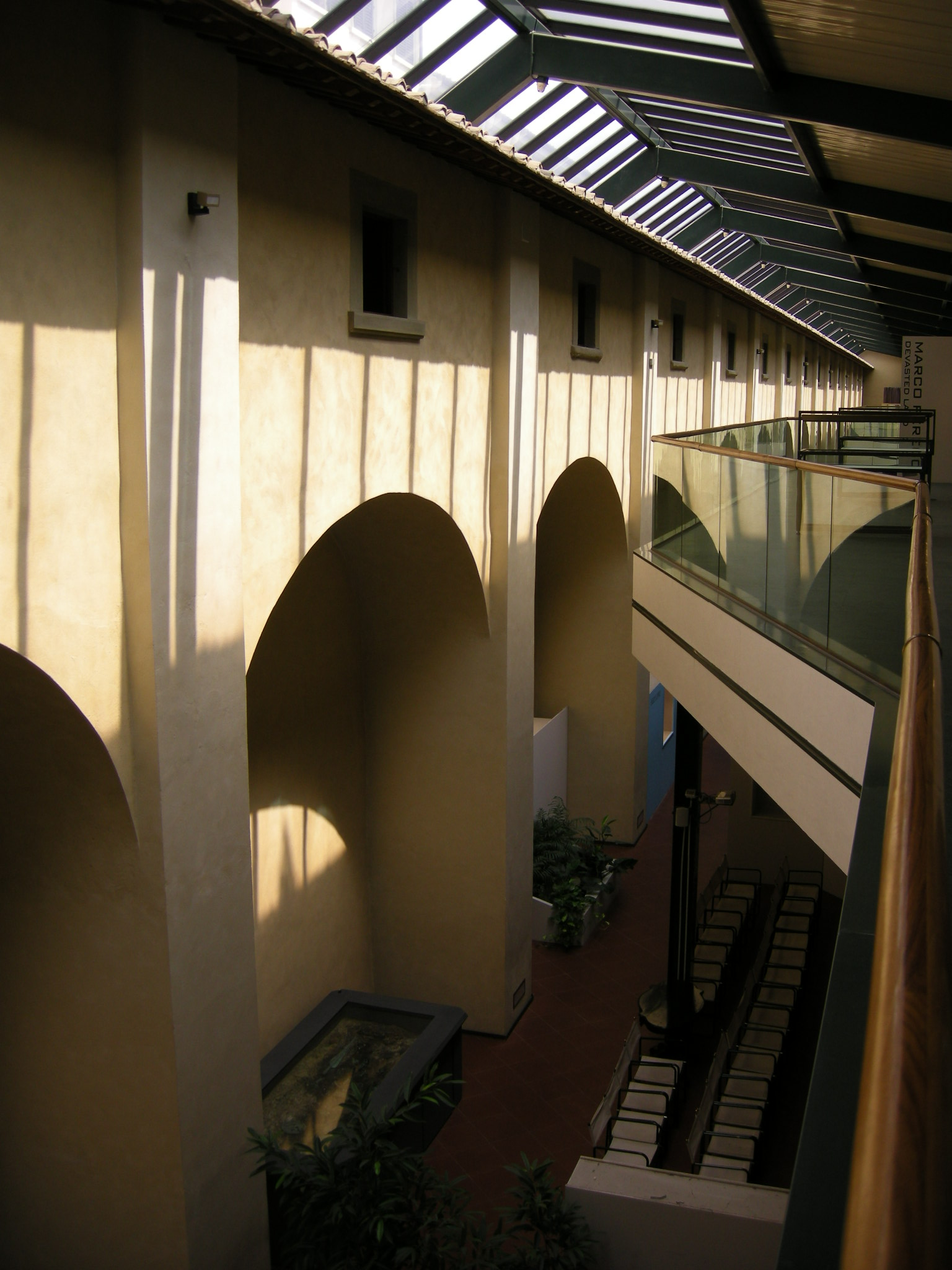
Il corridoio sopraelevato dentro il Palazzo della Crocetta

## Ascendenza
|                            |                       |                                  | Genitori                              |  |  | Nonni |  |  | Bisnonni                  |  |  | Trisnonni            |  |
|                            |                       |                                  |                                       |  |  |       |  |  | Giovanni dalle Bande Nere |  |  | Giovanni il Popolano |  |
|                            |                       |                                  |                                       |  |  |       |  |  | Giovanni dalle Bande Nere |  |  | Giovanni il Popolano |  |
|                            |                       | Caterina Sforza                  |                                       |  |  |       |  |  | Giovanni dalle Bande Nere |  |  |                      |  |
| Cosimo I de' Medici        |                       |                                  |                                       |  |  |       |  |  | Giovanni dalle Bande Nere |  |  |                      |  |
|                            |                       | Maria Salviati                   | Jacopo Salviati                       |  |  |       |  |  |                           |  |  |                      |  |
|                            |                       | Maria Salviati                   | Jacopo Salviati                       |  |  |       |  |  |                           |  |  |                      |  |
|                            |                       | Maria Salviati                   | Lucrezia di Lorenzo de' Medici        |  |  |       |  |  |                           |  |  |                      |  |
| Ferdinando I de' Medici    |                       | Maria Salviati                   |                                       |  |  |       |  |  |                           |  |  |                      |  |
|                            |                       | Pedro Álvarez de Toledo y Zúñiga | Fadrique Álvarez de Toledo y Enríquez |  |  |       |  |  |                           |  |  |                      |  |
|                            |                       | Pedro Álvarez de Toledo y Zúñiga | Fadrique Álvarez de Toledo y Enríquez |  |  |       |  |  |                           |  |  |                      |  |
|                            |                       | Pedro Álvarez de Toledo y Zúñiga | Isabel de Zúñiga                      |  |  |       |  |  |                           |  |  |                      |  |
| Eleonora di Toledo         |                       | Pedro Álvarez de Toledo y Zúñiga |                                       |  |  |       |  |  |                           |  |  |                      |  |
|                            |                       | María Osorio y Pimentel          | Luis Pimentel y Pacheco               |  |  |       |  |  |                           |  |  |                      |  |
|                            |                       | María Osorio y Pimentel          | Luis Pimentel y Pacheco               |  |  |       |  |  |                           |  |  |                      |  |
|                            |                       | María Osorio y Pimentel          | Juana Osorio                          |  |  |       |  |  |                           |  |  |                      |  |
| Maria Maddalena de' Medici |                       | María Osorio y Pimentel          |                                       |  |  |       |  |  |                           |  |  |                      |  |
|                            | Francesco I di Lorena | Antonio di Lorena                |                                       |  |  |       |  |  |                           |  |  |                      |  |
|                            | Francesco I di Lorena | Antonio di Lorena                |                                       |  |  |       |  |  |                           |  |  |                      |  |
|                            | Francesco I di Lorena | Renata di Borbone-Montpensier    |                                       |  |  |       |  |  |                           |  |  |                      |  |
| Carlo III di Lorena        | Francesco I di Lorena |                                  |                                       |  |  |       |  |  |                           |  |  |                      |  |
|                            |                       | Cristina di Danimarca            | Cristiano II di Danimarca             |  |  |       |  |  |                           |  |  |                      |  |
|                            |                       | Cristina di Danimarca            | Cristiano II di Danimarca             |  |  |       |  |  |                           |  |  |                      |  |
|                            |                       | Cristina di Danimarca            | Isabella d'Asburgo                    |  |  |       |  |  |                           |  |  |                      |  |
| Cristina di Lorena         |                       | Cristina di Danimarca            |                                       |  |  |       |  |  |                           |  |  |                      |  |
|                            |                       | Enrico II di Francia             | Francesco I di Francia                |  |  |       |  |  |                           |  |  |                      |  |
|                            |                       | Enrico II di Francia             | Francesco I di Francia                |  |  |       |  |  |                           |  |  |                      |  |
|                            |                       | Enrico II di Francia             | Claudia di Francia                    |  |  |       |  |  |                           |  |  |                      |  |
| Claudia di Valois          |                       | Enrico II di Francia             |                                       |  |  |       |  |  |                           |  |  |                      |  |
|                            |                       | Caterina de' Medici              | Lorenzo de' Medici duca di Urbino     |  |  |       |  |  |                           |  |  |                      |  |
|                            |                       | Caterina de' Medici              | Lorenzo de' Medici duca di Urbino     |  |  |       |  |  |                           |  |  |                      |  |
|                            |                       | Caterina de' Medici              | Maddalena de La Tour d'Auvergne       |  |  |       |  |  |                           |  |  |                      |  |
|                            |                       | Caterina de' Medici              |                                       |  |  |       |  |  |                           |  |  |                      |  |